# Listă de filme de groază din anii 1900
Aceasta este o listă de filme de groază din anii 1900.
| 1900                                                                   |                   |                                                                                   |                                                       |  |
| The Prince of Darkness                                                 |                   |                                                                                   | Statele Unite ale Americii                            |  |
| The Troublesome Fly                                                    |                   |                                                                                   | Statele Unite ale Americii                            |  |
| 1902                                                                   |                   |                                                                                   |                                                       |  |
| A Fight with Sledgehammers                                             | Dicky Winslow     |                                                                                   | Regatul Unit al Marii Britanii și al Irlandei de Nord |  |
| Maria Marten: or, The Murder at the Red Barn                           | Dicky Winslow     |                                                                                   | Regatul Unit al Marii Britanii și al Irlandei de Nord |  |
| Les Trésors de satan                                                   | Georges Méliès    |                                                                                   | Franța                                                |  |
| Le Diable géant ou Le miracle de la madonne (The Devil and the Statue) | Georges Méliès    |                                                                                   | Franța                                                |  |
| 1903                                                                   |                   |                                                                                   |                                                       |  |
| Le Monstre                                                             | Georges Méliès    |                                                                                   | Franța                                                |  |
| Le Chaudron Infernal (The Infernal Boiling Pot)                        | Georges Méliès    |                                                                                   | Franța                                                |  |
| Le Cake-Walk Infernal (The Infernal Cake Walk)                         | Georges Méliès    |                                                                                   | Franța                                                |  |
| 1905                                                                   |                   |                                                                                   |                                                       |  |
| The Fairy of the Black Rocks                                           |                   |                                                                                   | Regatul Unit al Marii Britanii și al Irlandei de Nord |  |
| Le Diable Noir (The Black Imp)                                         | Georges Méliès    |                                                                                   | Franța                                                |  |
| 1906                                                                   |                   |                                                                                   |                                                       |  |
| La Maison hantée                                                       | Segundo de Chomón |                                                                                   | Franța                                                |  |
| Les Quatre cents farces du diable                                      | Georges Méliès    |                                                                                   | Franța                                                |  |
| 1909                                                                   |                   |                                                                                   |                                                       |  |
| The Sealed Room                                                        | D.W. Griffith     | Arthur V. Johnson, Marion Leonard, Henry B. Walthall, Mary Pickford, Mack Sennett | Statele Unite ale Americii                            |  |